# Franz Binder (Fußballspieler)
Franz „Bimbo“ Binder (* 1. Dezember 1911 in St. Pölten; † 24. April 1989 in Wien) war ein österreichischer Fußballspieler und -trainer. Zwischen 1930 und 1949 gewann der Stürmer mit SK Rapid Wien sechs österreichische und einen großdeutschen Meistertitel und erreichte jeweils auch einen Pokalsieg. Dreimal wurde der österreichische und deutsche Nationalspieler Fußballer des Jahres. Fußballhistorisch gilt seine Quote von 421 Toren in 347 Pflicht- und Länderspielen als herausragend und unerreicht. In seiner anschließenden Karriere als Sektionsleiter und Trainer konnte er mit Rapid weitere Erfolge verzeichnen.

## Leben und Wirken

### Spielerkarriere
In St. Pölten in einer armen Arbeiterfamilie geboren, wuchs er zusammen mit neun Geschwistern in drei Räumen auf. Ab 1923 spielte er bei Sturm 19 St. Pölten, dabei bereits im Alter von 15 Jahren in dessen erster Mannschaft und mit 17 in der Auswahl Niederösterreichs. 1930 kam der damals knapp 19-jährige Binder mit Zustimmung seiner Mutter zu Rapid, als Ablöse wurde ein Paar Fußballschuhe an den St. Pöltner Verein gezahlt. Binder musste aber täglich dritter Klasse mit der Eisenbahn zwischen St. Pölten und Wien-Hütteldorf pendeln. Noch bis 1936 lebte er in der elterlichen Wohnung, wo er sich mit einem Bruder ein Bett teilte.
Aufgrund seiner Körpergröße von 1,90 Meter wirkte Binder etwas steif, und er war kein begnadeter Techniker. Doch er glich dies mit Kampfgeist, enormer Laufbereitschaft und hervorragender Übersicht aus. Zudem hatte er einen sehr harten und präzisen Schuss und war durch seine Größe und Sprungkraft äußerst kopfballstark. Mit Rapid wurde er zwischen 1935 und 1948 sechs Mal österreichischer Meister und 1941 zudem großdeutscher Meister, wobei er beim 4:3-Finalerfolg von Rapid gegen den FC Schalke 04 nach 0:3-Rückstand innerhalb von zehn Minuten drei Tore, zwei per Freistoß und eines durch Elfmeter, erzielte. Zwischen 1933 und 1941 war Binder sechsmal österreichischer Torschützenkönig. Darüber hinaus wurde Rapid mit ihm 1938 deutscher und 1946 österreichischer Cupsieger. Von 1937 bis 1938 war er Kapitän der Mannschaft. 
1944 spielte Binder als Soldat der Wehrmacht für die Deutsche Sportgemeinschaft Reichshof, die die deutschen Besatzer in der polnischen Stadt Rzeszów gegründet hatten, und nahm an der Meisterschaft 1943/44 der Gauliga Generalgouvernement teil. Vom Sportfunk wurde er in den ersten Nachkriegsjahren dreimal zum Fußballer des Jahres erkoren. 
In der deutschen Nationalmannschaft spielte der Stürmer von 1939 bis 1941 neunmal und erzielte zehn Tore. Zuvor trug er in 14 Spielen (elf Tore) die österreichischen Farben. Nach dem Krieg bestritt er fünf weitere Spiele für Österreich, in denen er fünf Tore erzielte. Im Laufe seiner Karriere trug er 41 Mal die österreichische Nationaldress, respektive die, der Wiener Städtemannschaft.
Franz Binder hat insgesamt 421 Tore für Rapid sowie die Nationalmannschaften von Österreich und Deutschland erzielt. Im Verhältnis zu den 347 Pflichtspielen, die er bestritt, hält er damit einen Weltrekord. Insgesamt schoss er 1006 Tore in 756 Spielen.

### Karriere als Sektionsleiter und Trainer
Noch als Spieler wurde er 1946 – laut anderen Quellen erst im Jänner 1948 – Sektionsleiter bei Rapid und baute dort bis 1951 die große Elf der 50er Jahre auf, der u. a. Walter Zeman, Max Merkel, Ernst Happel, Gerhard Hanappi, Robert Dienst, Erich Probst sowie Körner I und II angehörten. Dies stellt das vermutlich beste Rapidteam aller Zeiten dar und zählte zur Spitze Europas. Unter Trainer Josef „Pepi“ Uridil besiegte Rapid in einem von einer belgischen Brauerei gesponserten und in Brüssel abgehaltenen Match den Londoner FC Arsenal mit fünf englischen Nationalspielern mit 6:1. Die Kritiker meinten damals, dass es der Mannschaft und ihrem Trainer gelungen sei, die klassische Wiener Schule mit allen wesentlichen Elementen des modernen Fußballs zu verbinden.
In der deutschen Oberliga Süd trainierte Binder von 1952 bis 1954 den SSV Jahn Regensburg, wo ihm sein Landsmann, „der Große Uridil“, nachfolgte und die beste Platzierung der Vereinsgeschichte erreichte. Von 1954 bis 1960 war er beim 1. FC Nürnberg und von 1960 bis 1962 in den Niederlanden bei der PSV Eindhoven tätig.

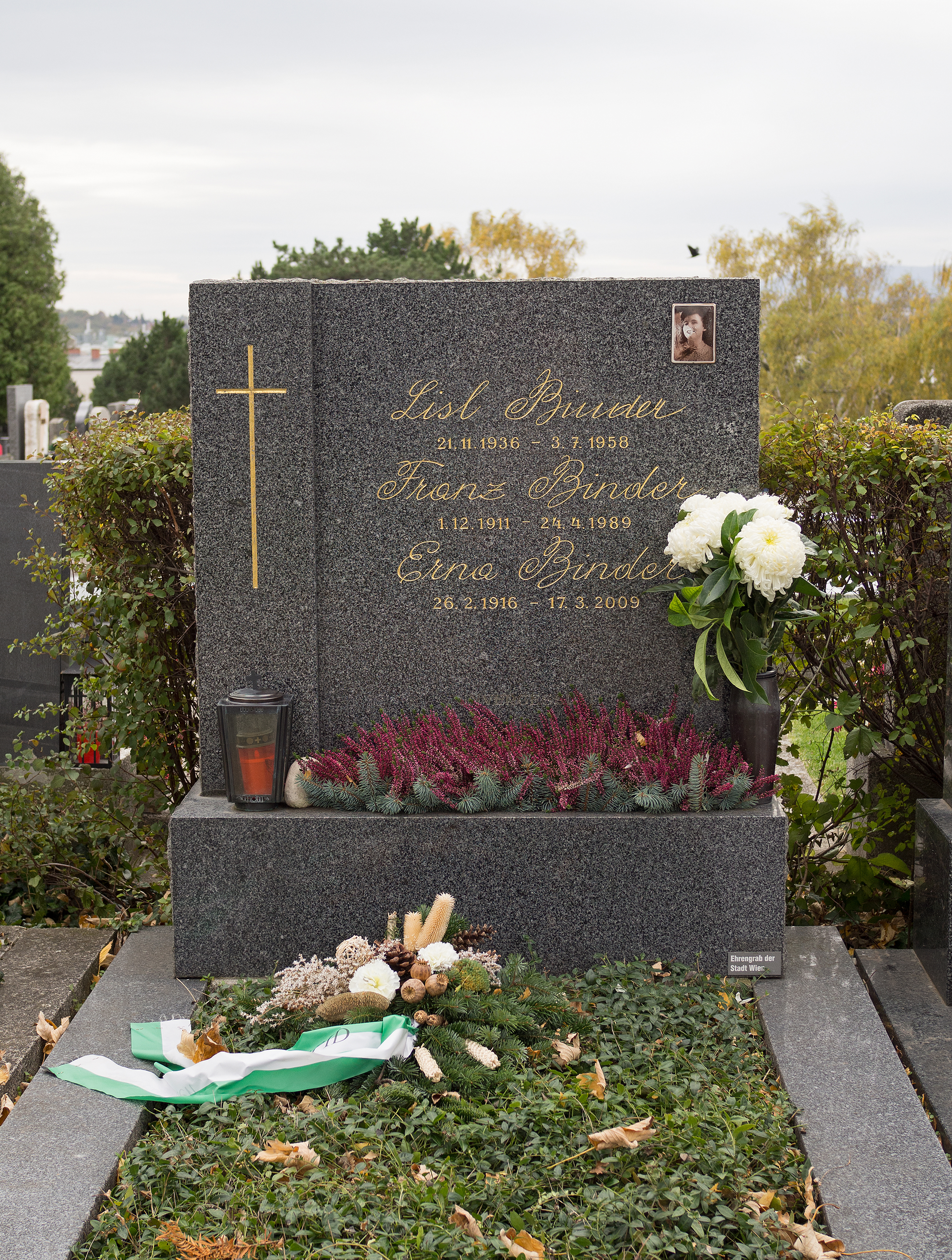
Grab von Franz „Bimbo“ Binder auf dem Baumgartner Friedhof

1962 kehrte er als Sektionsleiter zu Rapid zurück und führte den Verein 1964 erneut zum Meistertitel. 1966 verließ er Rapid nach Unstimmigkeiten. Die von ihm und Robert Körner aufgebaute Mannschaft wurde 1967 und 1968 Meister. Von November 1969 bis 1970 trainierte er den deutschen Bundesligisten TSV 1860 München, konnte aber in dieser Phase den Abstieg in die zweite Liga nicht mehr verhindern. 1975 kehrte er noch einmal zu Rapid zurück, wo er diesmal gemeinsam mit Robert Körner das Traineramt ausübte und den Cupsieg 1976 erreichte. Zudem hatte „Bimbo“ Binder ein unterklassiges Engagement bei FC Kufstein und betreute SW Bregenz im Jahr 1969 in der höchsten österreichischen Spielklasse. 
Den Spitznamen „Bimbo“ erhielt Binder, dessen einziges Laster das Rauchen war, anlässlich einer Nordafrika-Tournee Mitte der 1930er Jahre. In Ägypten besuchte die Rapid-Mannschaft den Film „Der Wirbelsturm“. Der schwarzafrikanische Hauptdarsteller, der auf den Namen „Bimbo“ hörte, erinnerte in Laufstil und äußerer Erscheinung an den Rapid-Mittelstürmer, der seither nur noch „Bimbo“ gerufen wurde.
Nach seinem Ableben erwiesen ihm Tausende die letzte Ehre. Er wurde in einem ehrenhalber gewidmeten Grab auf dem Baumgartner Friedhof in Wien (Gruppe 30, Nummer 11) beigesetzt. In St. Pölten erinnert die Bimbo-Binder-Promenade an den großen Sohn der Stadt. 1999 wurde er ins Rapid-Team des Jahrhunderts gewählt.

## Statistische Karriereübersicht

### Als Spieler
- bis 1930: Sturm 19 St. Pölten
- 1930–1949: SK Rapid Wien
- Österreichische Nationalmannschaft: 19 Spiele / 16 Tore (1933–37 und 1945–47)
- Deutsche Nationalmannschaft: 9 Spiele / 10 Tore (1939–41)

#### Erfolge
- Österreichischer Meister: 1935, 1938, 1940, 1941, 1946, 1948
- Österreichischer Cupsieger: 1946
- Deutscher Meister: 1941
- Deutscher Pokalsieger: 1938
- Österreichischer Torschützenkönig:
  - 1933: 25 Tore / 22 Spiele
  - 1937: 29 Tore / 22 Spiele
  - 1938: 22 Tore / 18 Spiele
  - 1939: 27 Tore / 18 Spiele
  - 1940: 18 Tore / 14 Spiele
  - 1941: 27 Tore / 18 Spiele
- Fußballer des Jahres (des Sportfunks): 1946, 1948, 1949

### Trainerstationen
- 1949–1951: SK Rapid Wien (Sektionsleiter)
- 1952–1954: SSV Jahn Regensburg
- 1954–1960: 1. FC Nürnberg[4]
- 1960–1962: PSV Eindhoven
- 1962–1966: SK Rapid Wien (Sektionsleiter)
- 1969–1970: TSV 1860 München
- 1975–1976: SK Rapid Wien
- SW Bregenz
- FC Kufstein

#### Erfolge
Als Sektionsleiter
- Österreichischer Meister: 1964

Als Trainer
- Österreichischer Cupsieger: 1976

## Ehrungen und Auszeichnungen
Am 26. November 1946 fand anlässlich seiner Wahl zum populärsten Fußballer Wiens in den Sofiensäle die Uraufführung des nach ihm benannten Bimbo-Marschs statt.
Am 21. November 1972 wurde ihm im Rathaus in Wien durch Bürgermeister Felix Slavik das Goldene Verdienstzeichen des Landes Wien überreicht.